# 효공왕후
효공왕후 이씨(孝恭王后 李氏, 생몰년 미상)는 조선의 추존왕인 목조(穆祖)의 왕비이며, 태조 이성계의 고조모이다. 본관은 평창(平昌)이다. 그녀의 선대는 강원도 평창군 출신으로, 백오군 이광의 후손이다. 조선의 왕비 중 유일하게 이씨 성을 가진 인물이다.

## 생애
천우위장사(千牛衛長史)를 지낸 이공숙(李公肅)과 돌산군부인 정씨(鄭氏)의 딸이다. 훗날 세종이 왕족과 이씨 성을 가진 이의 혼인을 금지하였기 때문에, 역대 조선의 왕비 중 유일하게 이씨 성을 가진 인물이기도 하다.
남편 목조와의 사이에서 6명의 아들을 낳았다. 그녀의 생애에 대해서 자세히 기록된 것은 없다.
조선이 개국된 1392년(태조 1년)에 남편 이안사가 목왕(穆王)에 추존되면서 그녀 또한 효비(孝妃)에 추존되었다. 이후 1411년(태종 11년)에 남편 목왕이 목조(穆祖)의 묘호를 받으면서 그녀도 효공왕후(孝恭王后)에 추봉되었다.
능은 안릉으로 남편 목조의 능인 덕릉과 함께 함경남도 신흥군 가평면 능리에 있다. 매년 음력 5월 15일이 그녀의 제일(祭日)이다.

## 가족 관계
본가 평창 이씨
- 조부 : 이성로(李成老, 생몰년 미상)
- 조모 : 청주 한씨(淸州 韓氏) - 한혁(韓奕)의 딸
  - 아버지 : 이공숙(李公肅, 생몰년 미상, 평창이씨족보에는 李肅으로 돼있음)
- 외조부 : 정석(鄭碩)
- 외조모 : 삼척 김씨(三陟 金氏) - 증 문하시중 김인궤(贈 門下侍中 金仁軌)의 딸
  - 어머니 : 돌산군부인 정씨(突山郡夫人 鄭氏, 생몰년 미상)
    - 오빠 : 이원(李元)
    - 자매 : 이당렬(李唐烈)에게 출가
    - 자매 : 미상

왕가 전주 이씨
- 시아버지 : 이양무(李陽茂, 생몰년 미상)
- 시어머니 : 삼척 이씨(三陟 李氏) - 상장군 이강제(李康濟)의 딸 
  - 남편 : 목조(穆祖, ?~1274)
    - 장남 : 안천대군 어선(安川大君 於仙, ?~1274)
    - 차남 : 안원대군 진(安原大君 珍, 생몰년 미상)
    - 3남 : 안풍대군 정(安豐大君 精, 생몰년 미상)
    - 4남 : 익조 행리(翼祖 行里, 생몰년 미상)
    - 5남 : 안창대군 매불(安昌大君 梅拂, 생몰년 미상)
    - 6남 : 안흥대군 구수(安興大君 球壽, 생몰년 미상)

## 같이 보기
- 조선 목조
- 이의방
- 이준의
- 이거
- 문극겸
- 조선 태조